# القریاه
ال قریاه یک منطقهٔ مسکونی در امارات متحده عربی است که در فجیره واقع شده‌است.